# Wiesław Kęcik
Wiesław Piotr Kęcik (ur. 1 lipca 1946 w Warszawie) – filozof, działacz opozycji niepodległościowej w PRL, członek organizacji Ruch, członek Komitetu Samoobrony Społecznej „KOR”.

## Życiorys
W 1965 roku wstąpił do zakonu jezuitów, ukończył studia filozoficzne w Wyższej Szkole Filozoficzno-Pedagogicznej oo. jezuitów w Krakowie, ale ostatecznie opuścił zakon w 1970 roku. W maju 1970 roku został członkiem organizacji Ruch. Brał udział w przygotowaniach do podpalenia Muzeum Lenina w Poroninie, został aresztowany w przeddzień akcji, 20 czerwca 1970 i następnie skazany na karę 3,5 roku pozbawienie wolności, którą odbył w całości. Zakład karny opuścił w grudniu 1973 roku, w 1974 roku ożenił się z Marzeną Górszczyk i rozpoczął studia z filologii klasycznej na Uniwersytecie Wrocławskim.
Od 1976 roku współpracował z Komitetem Obrony Robotników, m.in. jeździł jako obserwator do Radomia na procesy robotników. Po zamordowaniu w 1977 roku Stanisława Pyjasa współorganizował jesienią tego roku (m.in. wraz z żoną) Studencki Komitet Solidarności we Wrocławiu, ale nie zdecydował się podpisać listy sygnatariuszy z uwagi na swoją przeszłość polityczną. Po ukończeniu studiów w 1978 roku wrócił do Warszawy.
W lipcu 1978 roku zaangażował się w niezależny ruch ludowy. M.in. wraz z Januszem Rożkiem ze wsi Kolonia Górna koło Milejowa organizował strajk i brał udział w wiecu w lesie k. Milejowa, gdy rolnicy powołali tam 30 lipca 1978 roku jawny Komitet Samoobrony Chłopskiej Ziemi Lubelskiej. Wspierał także powstanie kolejnych komitetów – Komitetu Samoobrony Chłopskiej Ziemi Grójeckiej założonego w Zbroszy Dużej przez ks. Czesława Sadłowskiego (9 września 1978) i Komitetu Samoobrony Chłopskiej Ziemi Rzeszowskiej (12 listopada 1978). Był najważniejszym łącznikiem pomiędzy niezależnymi grupami chłopskimi a warszawska opozycją. Podpisał Deklarację Ruchu Demokratycznego z 18 września 1978 roku, a w październiku 1978 roku został członkiem KSS „KOR”.
Od początku 1979 roku był jednym z organizatorów Uniwersytetu Ludowego w Zbroszy Dużej, od kwietnia 1979 roku do kwietnia 1980 roku był faktycznym redaktorem naczelnym pisma „Placówka”. W czerwcu 1979 roku był razem z Michałem Jagłą twórcą Ośrodka Myśli Ludowej.
Brał udział w głodówce solidarnościowej w dniach 7–17 maja 1980 roku w kościele parafii pw. św. Krzysztofa w Podkowie Leśnej w intencji uwolnienia więzionych działaczy opozycji oraz jako akt solidarności z głodującymi w więzieniu Mirosławem Chojeckim i Dariuszem Kobzdejem.
W sierpniu 1980 roku został aresztowany, zwolniono go w wyniku porozumień gdańskich (31 sierpnia 1980). We wrześniu 1980 roku był jednym z organizatorów Niezależnego Samorządnego Związku Zawodowego Rolników (od października 1980 roku pod nazwą NSZZ Rolników „Solidarność Wiejska”) i następnie doradcą komitetu założycielskiego związku. Od grudnia 1980 roku razem z żoną wydawał pismo „Solidarność Wiejska”. Po zjednoczeniu wielu niezależnych organizacji rolniczych i powstaniu w marcu 1981 roku Niezależnego Samorządnego Związku Zawodowego Rolników Indywidualnych „Solidarność” był doradcą tego związku.
Został internowany 13 grudnia 1981 roku. Razem z żoną został osadzony w Ośrodku Odosobnienia w Jaworzu, a od maja 1982 roku przebywał w ośrodku w Darłówku. Został zwolniony w grudniu 1982 roku. W 1985 roku wyjechał z żoną do Szwecji. Wrócił z nią do Polski w 1991 roku. Na prośbę arcybiskupa Ignacego Tokarczuka otworzyli i prowadzili przez rok w Jarosławiu ośrodek pojednania polsko-ukraińskiego.
Na początku XXI wieku współpracował z organizacjami społecznymi i pozarządowymi. W latach 20. XXI wieku jest misjonarzem w Islandii, współpracując tam w tym zakresie ze swoim synem księdzem Mikołajem Kęcikiem.
Był mężem Marzeny Górszczyk-Kęcik, z którą mieli dwóch synów i dwie córki: Jana (kucharz i restaurator) i Mikołaja (ksiądz) oraz Wandę i Annę.

## Odznaczenia
- Krzyż Komandorski Orderu Odrodzenia Polski (2006)[5][6].
- Srebrna Odznaka Honorowa Wrocławia (2022)[7]